# Clinteria vittigera
Clinteria vittigera är en skalbaggsart som beskrevs av Conrad L. Schoch 1897. Clinteria vittigera ingår i släktet Clinteria och familjen Cetoniidae. Inga underarter finns listade i Catalogue of Life.